# Kaszubska Brygada WOP
Kaszubska Brygada Wojsk Ochrony Pogranicza (KBWOP) – zlikwidowana brygada Wojsk Ochrony Pogranicza pełniąca służbę na granicy morskiej.

## Formowanie i zmiany organizacyjne

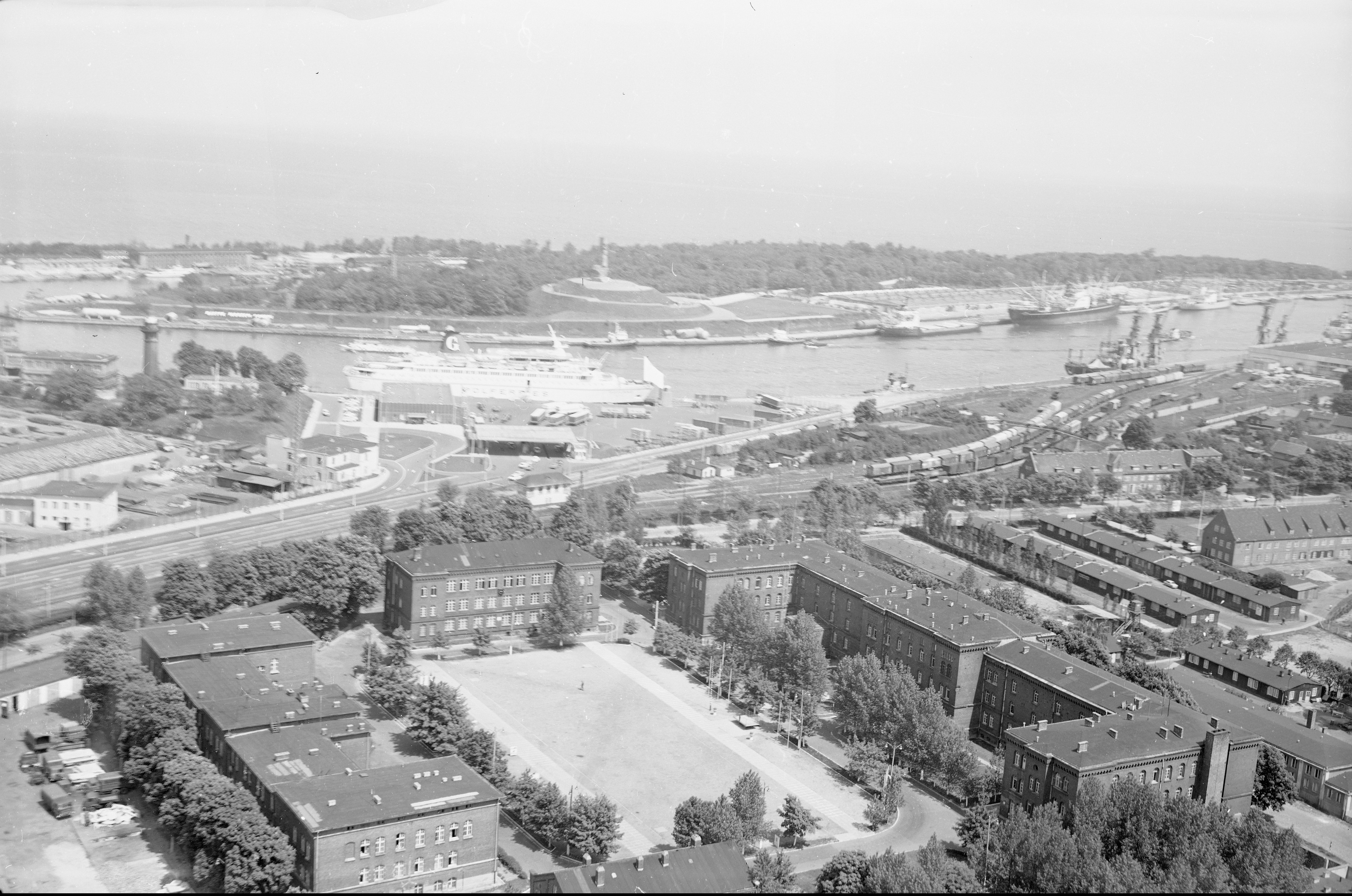
Widok na koszary Kaszubskiej Brygady Wojsk Ochrony Pogranicza w Nowym Porcie. W tle Martwa Wisła i Westerplatte z Pomnikiem Obrońców Wybrzeża (1974)

Kaszubska Brygada WOP sformowana została 1 stycznia 1958 na bazie 16 Brygady WOP, na podstawie zarządzenia MSW nr 075/58 z 22 kwietnia 1958. Sztab brygady stacjonował w Gdańsku, ul. Oliwska 35.
Wiosną 1958 strażnice podporządkowane 163 batalionowi podporządkowano bezpośrednio brygadzie (Jastarnia, Władysławowo, Babie Doły, Sopot, Sianki, oraz dotychczasowe strażnice 161 batalionu: Sobieszewo, Jantar, Sztutowo, Krynica Morska).
1 stycznia 1960 dokonano zmiany nazwy batalionu granicznego Gdańsk na batalion graniczny Sopot oraz zmieniono numerację strażnic.
W 1961, brygada posiadała kryptonim Rynek.
12 października 1962 brygada otrzymała swój nowy sztandar.
W 1962 wprowadzono nowy plan mobilizacyjny PM–62.  Zgodnie z etatem czasu „P”, na dzień 1 lipca 1965 Brygada liczyła 2311 żołnierzy, a etat czasu „W” przewidywał 1922 żołnierzy. W ramach zadań mobilizacyjnych jednostka mobilizowała 29 dywizjon OP Gdańsk i samodzielny batalion portowy Gdynia. Rozkazem organizacyjnym dowódcy WOP nr 0148 z 2.09.1963 przeformowano strażnice lądowe kategorii III: Ustka i Jarosławiec na strażnice WOP nadmorskie kategorii II.
31 lipca 1964 przejęto od Bałtyckiej Brygady WOP obiekt po rozformowanej strażnicy WOP Stilo.
15 sierpnia 1964 Graniczna Placówka Kontrolna Łeba oraz strażnice WOP: Karwia, Biała Góra i Łeba z ochranianymi odcinkami została przyjęła od Bałtyckiej Brygady WOP.
W 1967 dywizjon okrętów został podporządkowany dowódcy Morskiej Brygady Okrętów Pogranicza.
W 1971 po przejściu WOP z MON do MSW, Morską Brygadę Okrętów Pogranicza podporządkowano dowództwu Marynarki Wojennej i odtąd w ochronie granicy morskiej uczestniczyła ona tylko na zasadach współdziałania z brygadami nadmorskimi WOP. Dlatego też jej jednostki pływające wykorzystywano tylko do działań interwencyjno–pościgowych i służby dozoru na Zatoce Gdańskiej i pełnym morzu. W latach siedemdziesiątych w ochronie granicy na Wybrzeżu Gdańskim nadal wykorzystywano aparat zwiadu, a jego działalność skupiała się na operacyjnym zabezpieczeniu i opanowaniu strefy nadgranicznej oraz rybołówstwa i żeglarstwa sportowego. Zadania te realizowano we współdziałaniu z organami Służby Bezpieczeństwa (SB), Milicji Obywatelskiej (MO) oraz przy pomocy ludności cywilnej pogranicza.
Zarządzeniem dowódcy WOP z 17 lutego 1976 brygada przeszła na dwuszczeblowy system dowodzenia podporządkowując strażnice bezpośrednio pod sztab brygady. Z kolei na podstawie zarządzenia dowódcy WOP z 25 lipca 1976 brygada otrzymała nazwę Kaszubska Brygada Wojsk Ochrony Pogranicza. W tym samym roku, w wyniku zmian organizacyjnych w Wojskach Ochrony Pogranicza, podporządkowano Bałtyckiej Brygadzie WOP w Koszalinie: GPK w Łebie, strażnicę WOP w Łebie i batalion WOP Lębork.
W latach siedemdziesiątych, w wyniku reformy administracji państwowej zaistniała potrzeba dostosowania odcinków ochranianych przez brygady WOP do granic nowych województw. Po likwidacji oddziałów WOP na granicy wschodniej, brygadzie WOP w Gdańsku przydzielono do ochrony część odcinka granicy obejmującego obszar trzech województw – olsztyńskiego, elbląskiego i gdańskiego. Po reorganizacji w 1976 jednostka ta ochraniała odcinek o długości 270 km w tym 141,5 km granicy morskiej i 129 km granicy lądowej z ZSRR.
Zarządzeniem nr 012 Komendanta Głównego Straży Granicznej z 7 maja 1991 w sprawie rozwiązania jednostek WOP oraz utworzenia jednostek organizacyjnych Straży Granicznej Minister Spraw Wewnętrznych polecił z dniem 16 maja 1991 rozwiązać Kaszubską Brygadę WOP w Gdańsku istniejącą według etatu nr 44/0108 o stanie osobowym na okres „W” 2047 żołnierzy i 68 pracowników cywilnych oraz na okres „P” 1650 żołnierzy i 76 pracowników cywilnych. Na jej bazie powstał oddział Straży Granicznej: Kaszubski Oddział Straży Granicznej w Gdańsku. Oddziałowi została przydzielona nazwa związana z regionem, w którym działał.
Zarządzeniem nr 012 Komendanta Głównego Straży Granicznej z 7 maja 1991 w sprawie rozwiązania jednostek WOP oraz utworzenia jednostek organizacyjnych Straży Granicznej Minister Spraw Wewnętrznych polecił z dniem 16 maja 1991 rozwiązać Ośrodek Wczasów WOP w Sopocie istniejący według etatu nr 44/05 o stanie osobowym na okres „P” 1 żołnierz.

## Struktura organizacyjna

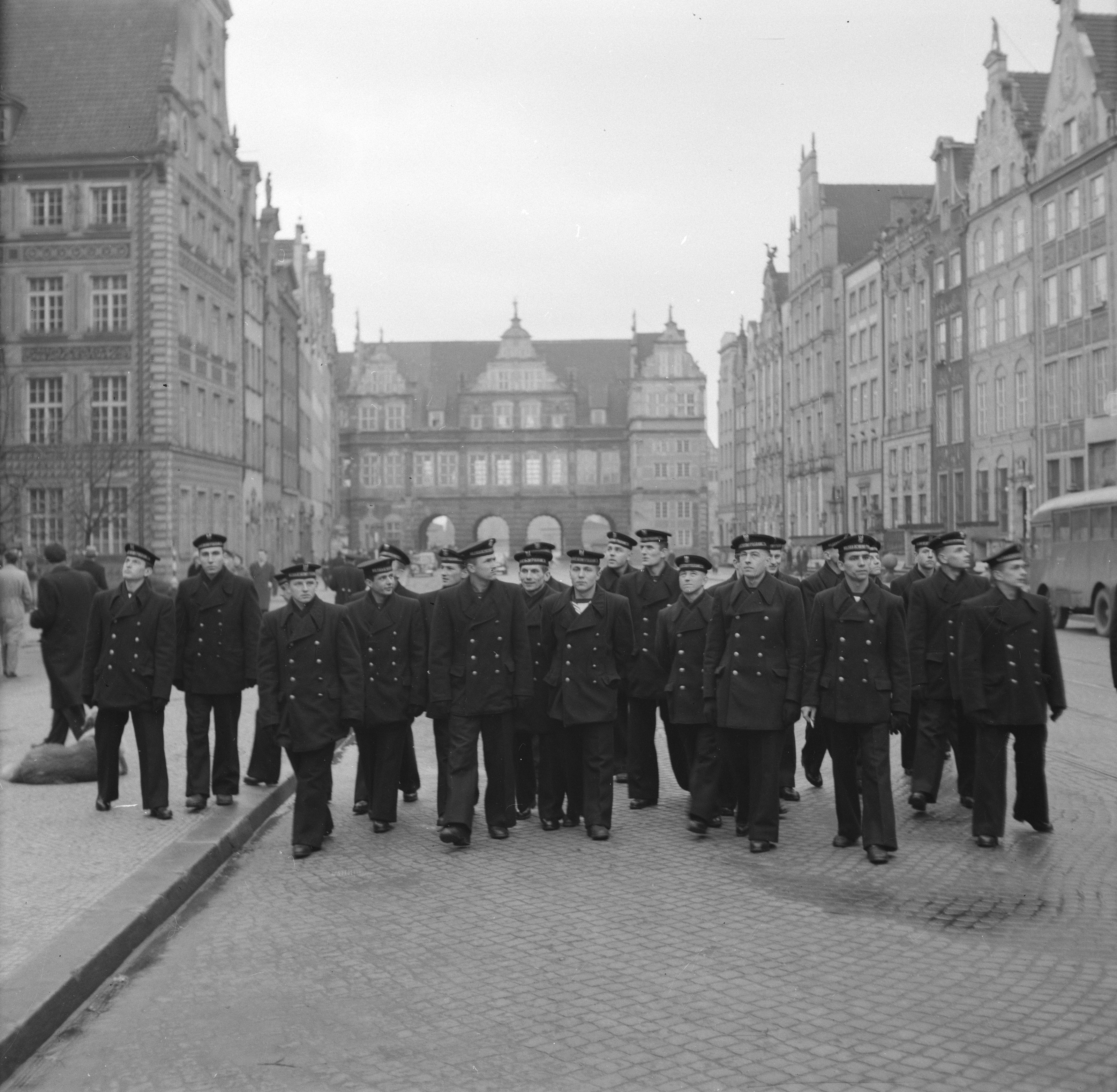
Marynarze Wojsk Ochrony Pogranicza w Gdańsku (1950–1960)

- Dowództwo, sztab i pododdziały dowodzenia[f]
- Batalion portowy Gdynia
- Batalion portowy Gdańsk
- Dywizjon Okrętów Pogranicza Gdańsk Gdańsk-Westerplatte
- Strażnice Wojsk Ochrony Pogranicza:
  - Strażnica WOP Władysławowo
  - Strażnica WOP Jastarnia
  - Strażnica WOP Jantar
  - Strażnica WOP Krynica Morska
- Graniczne placówki kontrolne Wojsk Ochrony Pogranicza:
  - Graniczna Placówka Kontrolna Władysławowo
  - Graniczna Placówka Kontrolna Hel
  - Graniczna Placówka Kontrolna Gdynia
  - Graniczna Placówka Kontrolna Gdańsk
  - Graniczna Placówka Kontrolna Gdańsk Rębiechowo.

Struktura organizacyjna brygady na dzień 1 stycznia 1960
- Batalion portowy WOP Gdynia – 3 kompanie
- Batalion portowy WOP Gdańsk – 2 kompanie
- Batalion graniczny Sopot – 7 strażnic
- Placówka zwiadu Puck
- Placówka zwiadu Sztutowo
- Graniczne placówki kontrolne Wojsk Ochrony Pogranicza:
  - Graniczna Placówka Kontrolna Rybołówstwa Hel[6]
  - Graniczna Placówka Kontrolna Rybołówstwa Władysławowo[6]
- Dywizjon Okrętów Pogranicza (mp. Westerplatte – 18 jednostek typu „OP”, „DP”, i „KP” oraz 11 typu „M”)[6].

Struktura organizacyjna brygady na dzień 1 lipca 1971
- Dowództwo i sztab brygady
- siedem strażnic nadmorskich WOP:
  - Strażnica WOP Łeba
  - Strażnica WOP Karwia
  - Strażnica WOP Władysławowo
  - Strażnica WOP Jastarnia
  - Strażnica WOP Jantar
  - Strażnica WOP Krynica Morska
- Batalion portowy w Gdańsku (2 strażnice portowe, strażnica odwodowa, pluton łączności, sekcja zwiadu)
- Batalion portowy w Gdyni (3 strażnice portowe, strażnica odwodowa, pluton łączności, pluton ochrony, kwatermistrzostwo i drużyna gospodarcza)
- Batalion odwodowy w Lęborku (pluton łączności, pluton ochrony, pluton cekaemów, sekcja techniczna, pluton transportowo-gospodarczy, pluton medyczny)
- pododdziały przysztabowe (pluton saperów, pluton ochrony, pluton techniczny, kompania łączności, kompania zaopatrzenia, medyczna i orkiestra).

Struktura organizacyjna jednostki, która ukształtowała się w połowie lat siedemdziesiątych przetrwała z nieznacznymi zmianami do końca istnienia Kaszubskiej Brygady WOP.
Wykaz punktów obserwacji wzrokowo-technicznej w Kaszubskiej Brygadzie WOP wg stanu z 1990
- POWT nr 43 Lubiatowo
- POWT nr 44 Białogóra
- POWT nr 45 Piaśnica
- POWT nr 46 Widowo
- POWT nr 47 Ostrowo
- POWT nr 48 Lisi Jar
- POWT nr 49 Chłapowo
- POWT nr 50 Wielka Wieś
- POWT nr 51 Chałupy
- POWT nr 52 Kuźnica
- POWT nr 53 Jastarnia
- POWT nr 54 Góra Szwedów (Hel)
- POWT nr 55 Hel Port (wspólnie z GPK)
- POWT nr 56 Gdynia Port
- POWT nr 57 Sopot Kam. Potok
- POWT nr 58 Gdańsk Nowy Port
- POWT nr 59 Gdańsk Port Półn.
- POWT nr 60 Górki Zachodnie
- POWT nr 61 Sobieszewo
- POWT nr 62 Mikoszewo
- POWT nr 63 Jantar
- POWT nr 64 Stegna
- POWT nr 65 Kąty Rybackie
- POWT nr 66 Skowronki
- POWT nr 67 Krynica Morska
- POWT nr 68 Leśniczówka
- POWT nr 69 Piaski
- POWT nr 70 Piaski (ruchoma na samochodzie).

## Wydarzenia
- 1970–1971 – w celu natychmiastowego rozpoznania celów wykrytych przez stacje radiolokacyjne na wodach terytorialnych dla wybranych strażnic nadmorskich WOP przydzielono rzeczne kutry rozpoznawcze typu KR-70 po przystosowaniu ich do eksploatacji w warunkach morskich (Dopuszczenie kutrów rzecznych do służby na morzu było rozwiązaniem doraźnym)[14].
- 1973–1975 – wybrane strażnice nadmorskie WOP otrzymały ze stoczni w Ustce kutry przystosowane do służby morskiej przede wszystkim umożliwiające szybkie i bezpieczne potrafiące dobicie do plaż morskich (Prototyp takiego kutra opracowała, a następnie wykonała stocznia w Ustce w 1972. Podstawowym materiałem jaki użyto do jego budowy był laminat poliestrowo-szklany)[14].
- 13 grudnia 1981–22 lipca 1983 – (stan wojenny w Polsce), cały wysiłek służb przede wszystkim strażnic i GPK, skierowano na ochronę granicy oraz utrzymanie porządku i bezpieczeństwa w strefie nadgranicznej, współpracując ściśle z organami milicji i Służby Bezpieczeństwa. W strażnicach normę służby granicznej dla żołnierzy podwyższono z 8 do 12 godzin na dobę. Po wprowadzeniu ograniczeń w ruchu granicznym część niewykorzystanej kadry GPK przerzucono do strażnic w celu wspomożenia bezpośredniej ochrony granicy. Patrole wysyłane w teren zostały wzmocnione. Wyeliminowano służby składające się z jednego żołnierza. Ścisłą kontrolą objęto całą strefę nadgraniczną, sięgając niekiedy głębiej. Niektóre szlaki turystyczne zostały zamknięte, a ruch w strefie nadgranicznej został znacznie ograniczony. W stan gotowości były postawione wszystkie pododdziały odwodowe. Dla umocnienia bezpieczeństwa w strefie nadgranicznej organizowano stałe akcje penetracyjne terenu przez wszystkie służby, zwłaszcza lotne patrole na motocyklach lub samochodach osobowo-terenowych. Wzmocniono kontrolę ruchu jednostek pływających. Mimo utrudnionych warunków nie zaprzestano współpracy z ludnością pogranicza[15].

## Sąsiednie brygady
- Bałtycka Brygada WOP ⇔ 19 Kętrzyński Oddział WOP – 1.01.1958–1976
- Bałtycka Brygada WOP ⇔ Podlasko-Mazurska Brygada WOP – 1976–26.04.1990
- Bałtycki Oddział WOP ⇔ Podlasko-Mazurska Brygada WOP – 27.04.1989–15.05.1991.

## Oficerowie brygady
Dowódcy brygady
- ppłk Czesław Stopiński
- ppłk dypl. Mieczysław Dębicki (09.1959[16]–1965)
- ppłk Roman Sokólski
- ppłk Bronisław Wąsowski
- płk Marian Opałka
- płk Jerzy Więckowski (do 29.11.1990)
- płk Czesław Rysztowski (do 14.02.1991).

Kierownicy sekcji KRG
- ppłk Paweł Gawdun
- mjr Ryszard Kulicki
- ppłk Kazimierz Dudek
- ppłk Marian Micorek
- ppłk Tadeusz Sobczak.